# Victoria Marina Velásquez
Victoria Marina Velásquez de Aviles (Usulután, 5 de julio de 1943) es una jurista salvadoreña.

## Biografía
Nació en Usulután, el 5 de julio de 1943. En 1974 se graduó en la Universidad de El Salvador como Doctora en Jurisprudencia y Ciencias Sociales.
En 1979, fue nombrada como subsecretaria del Ministerio de Trabajo y Previsión Social (1979) por la primera Junta Revolucionaria de Gobierno, pero en enero de 1980 renunció a este cargo ante la incapacidad de la Junta para controlar las violaciones de derechos humanos que ocurrían en el país.[cita requerida] En la década de 1980 trabajó como abogada en libre ejercicio asesorando a organizaciones sociales en materia de derechos humanos y relaciones laborales además de ejercer el notariado. Después de la firma de los acuerdos de paz de Chapultepec (1992), fue elegida como titular de la Procuraduría para la Defensa de los Derechos Humanos (1995-1998) recibiendo reconocimientos internacionales por su compromiso en consolidar la institución establecida en los Acuerdos de Paz con el sentido de una auténtica vigilancia de los abusos de poder y violaciones a derechos humanos cometidos por agentes del Estado, sin embargo, los partidos de derecha representados en la Asamblea Legislativa rechazaron su reelección como Procuradura e impusieron como su sucesor a Eduardo Peñate Polanco, miembro de la judicatura con fuertes cuestionamientos éticos.  En 1998 fue propuesta como precandidata presidencial por la Convención Nacional del Frente Farabundo Martí para la Liberación Nacional, siendo su oponente, el alcalde de San Salvador, Héctor Silva. La Convención, después de un prolongado debate, decidió no elegir a ninguno de los dos precandidatos y se decantó por un candidato de consenso, Facundo Guardado. 
En 2000, fue elegida como magistrada de la Corte Suprema de Justicia para un período de nueve años, ejerciendo sus funciones en la Sala de lo Civil (2000-2003) y Sala de lo Constitucional (2003-2009). Como magistrada constitucional mantuvo un perfil progresista con enfoque de derechos humanos.[cita requerida] En diversas sentencias emitió un voto disidente respecto de la mayoría de la Sala de lo Constitucional encabezada por el magistrado Agustín García Calderón, de perfil conservador. 
El 1 de junio de 2009, el presidente Mauricio Funes la nombró Ministra de Trabajo y Previsión Social en el primer gobierno de izquierda elegido por voto popular. En el ejercicio de este cargo se comprometió a promover la libertad sindical de los empleados públicos y la aplicación estricta de la legislación laboral.[cita requerida] El presidente Funes la sustituyó de su cargo ministerial en 2011, pero la designó como embajadora de El Salvador ante el gobierno de Suiza y representante permanente en la Oficina de las Naciones Unidas en Ginebra, cargos que ocupó entre junio de 2011 y mayo de 2014. Fue elegida para un mandato de un año como presidenta del Consejo de la Administración de la Organización Internacional del Trabajo (OIT).
En junio de 2014 fue elegida por la Cumbre de Jefes de Estado y de Gobierno de Centroamérica como Secretaria General del Sistema de la Integración Centroamericana, para un período que concluye en 2017.